# Fundació Gin
La Fundació Gin és una organització sense ànim de lucre dedicada a la promoció i difusió de l'humor gràfic nacional i internacional mitjançant l'edició de llibres, l'organització d'exposicions o la creació d'un museu digital sobre l'humor gràfic.
La fundació va ser creada el juny de 1997 en record i homenatge a qui ha estat un dels grans humoristes gràfics de Catalunya, Jordi Ginés Soteras, Gin (1930-1996). El seu director general és el dibuixant i director de revistes José Luis Martín i el president el periodista Josep Maria Cadena. Des de l'any 2011 organitza conjuntament amb la revista El Jueves el Concurs d'humor gràfic Gin. Al juliol de 2015 va obrir en període de proves Humoristan, un museu digital dedicat a l'humor gràfic.

## Llibres publicats
- Gin. L'artista elegant. Antoni Guiral. Amb edició de El Jueves i de l'ajuntament de Sitges, Barcelona, 2006.[7] ISBN 9788498471717
- Totes les portades d'en Cesc publicades a Cavall Fort. Barcelona, 2011.[8] ISBN 8423218515821 Error en ISBN: prefix no vàlid